# José Verocay
José Juan Verocay (Paysandú, 16 de junio de 1876-Teplice, 25 de diciembre de 1927) fue un médico anatomopatólogo uruguayo que pasó gran parte de su vida en Bohemia. Describió los cuerpos de Verocay, de importancia en el diagnóstico del schwannoma.

## Biografía
De padre tirolés y madre piamontesa, nació el 16 de junio de 1876 en Paysandú. Su educación primaria se desarrolló bajo la supervisión familiar con un maestro español llamado Manuel G. Álvarez. En 1887, su padre lo llevó a Cortina d'Ampezzo (Véneto), ciudad cercana a la localidad de Verocai, donde quedó al cuidado de su tío Fortunato Verocay, quien le enseñó italiano, alemán y latín. Culminó sus estudios en Trento en 1897, año en el que ingresó en la Facultad de Medicina de la Universidad Carolina de Praga.
Se enroló en el Instituto de Anatomía Patológica, que dirigía entonces el profesor Hans Chiari. En 1904 obtuvo el título de Doctor Medicinae Universale y al año siguiente publicó sus primeros artículos. En 1906 regresó a Uruguay durante seis meses, en los que el decano de la Facultad de Medicina de Montevideo le ofreció la dirección del Instituto de Anatomía Patológica, creado recientemente. Verocay aceptó la propuesta y regresó a Praga para planificar su mudanza. Meses después, al no recibir noticias, escribió una carta manifestando que le habían ofrecido un puesto de profesor a cambio de renunciar a la nacionalidad uruguaya, a lo cual se negaba. Dado que no fue respondido, continuó trabajando como jefe del Instituto de Anatomía Patológica en Praga.
En 1910 publicó su artículo más célebre, Zur Kenntnis der Neurofibrome (Sobre el conocimiento de los neurofibromas), en el que describió los cuerpos que llevan su nombre en la actualidad. El 15 de diciembre de ese mismo le fue conferido el puesto de profesor asociado (Privatdozent) por el Colegio de Profesores de Praga, una excepcionalidad tratándose un extranjero. Durante la Primera Guerra Mundial fue parte de Sanidad Militar en Viena, trabajando en el hospital de guerra para enfermedades infecciosas como prosector; en 1918 se le distinguió con la placa honorífica de oficial de la Cruz Roja.
Regresó a su país natal en 1919 y se radicó en Paso de los Mellizos (Río Negro). Allí trabajó como médico general en el comercio familiar. Llegó a improvisar un laboratorio en un galpón para continuar sus investigaciones. Un año después se casó con Carlota Ruhr, con quien tuvo cuatro hijos, y se mudó a Montevideo. En 1921 ingresó en la subsección de anatomía patológica, citología, histología y autopsias de la Sanidad Militar en el Hospital Central de las Fuerzas Armadas del Uruguay, creada ese mismo año, del que llegó a ocupar en unos meses el cargo de jefe de la subsección. Contribuyó a formar el museo del hospital.
En 1922 obtuvo la autorización ante las autoridades de la Facultad de Medicina de Montevideo para dictar un curso libre de Anatomía Patológica que tuvo poco éxito. Aspiró al puesto de profesor de esta asignatura en 1924, aunque le fue otorgado a Eugenio Lasnier en un informe que despertó críticas entre médicos y estudiantes que se expresaron en publicaciones como El Estudiante Libre. Verocay solicitó al Consejo Nacional de Administración la reconsideración del fallo, pero fue desestimado. También en 1924, se vinculó a la Escuela de Odontología, que pertenecía a la Facultad de Medicina, por invitación de Santiago Sartori, su director. Concursó al año siguiente por el cargo de profesor de Anatomía Patológica de esta institución. Por iniciativa de Américo Ricaldoni, en 1927 fue nombrado jefe del laboratorio de Anatomía Patológica del Instituto de Neurología de Montevideo, cargo que desempeñó solo durante 64 días ya que, aquejado por su debilitada salud, el 26 de agosto decidió viajar a Viena para consultar a amigos cardiólogos. Su estado empeoró al llegar a Hamburgo y falleció en Teplice el 25 de diciembre de 1927.
Sus restos fueron repatriados en 1928 por iniciativa del Consejo Nacional de Administración para ser sepultados el 10 de abril de 1930 en el panteón de los Servidores de la Patria del cementerio del Buceo en Montevideo.